# Karel Erhart Krejčí
Karel Erhart Krejčí (5. prosince 1889 Vídeň – 27. června 1942 Halmstad) byl český hudební skladatel, malíř a pedagog, který působil v českých zemích, Jugoslávii, Rusku, Nizozemsku a Švédsku. Vedle hudby se věnoval též malbě.

## Biografie
Narodil se ve Vídni roku 1889 českým rodičům Josefu Krejčímu a Marii Krejčí, rozené Antl. Již od raného dětství projevoval hudební a výtvarné vlohy. Jako desetiletý začal studovat hudbu a natolik se zdokonalil, že byl ve čtrnácti letech přijat na místo druhého houslisty do Národní opery v Brně. Dále usilovně studoval a zároveň podnikl cesty mimo jiné do Ruska, Polska, Německa a Jugoslávie, kde hrál ve velkých operních orchestrech. Do Brna se vrátil po několika letech coby první koncertní mistr Národní opery. Mimo jiné zde působil jako učitel na hudební konzervatoři pod vedením Leoše Janáčka.
V roce 1913 se oženil s Markétou Wanjekovou, dcerou Johanna Thomase Wanjeka a Ernestiny Wanjekové, rozené Jahoda. Z manželství vzešla následujícího roku dcera Markéta, později provdaná za bulharského inženýra a vynálezce Zlatana Ananieva Zlatkova. Po smrti manželky roku 1917 a ukončení války pobýval ve Francii, kde studoval výtvarné umění. Následně odcestoval do Nizozemska, až se nakonec v roce 1919 usadil ve švédském Helsingborgu. O dva roky později získal místo kapelníka v Härnösandu.
V listopadu 1928 se přestěhoval do Halmstadu, kde působil do konce života. V tomto městě se etabloval jako uznávaný učitel hudby a houslista v různých orchestrech. Byl členem spolku Halmstads Orkesterföreningen a stal se též jedním ze zakladatelů sdružení komorní hudby Halmstads Kammarmusikförening a orchestru ABF. Často též hrával v göteborském symfonickém orchestru spolu s cellistou Guido Vecchim. Roku 1932 se oženil s Alteou Emmou Charlottou Gärtner původem z Uddevally, dcerou Georga Bernharda Gärtner a Marie Elisabet född Olsson.
V Halmstadu složil čtyřvětou symfonii g-moll klasické formy s autobiografickými rysy. Po melancholické předehře líčí první věta neklidné mládí a touhu po cizí zemi, ze které se nakonec stane poklidný pobyt ve Švédsku. Druhá věta, z hlediska formy nejvolnější (quasi fantasia), je zcela prodchnutá hluboce tragickým pocitem, coby vzpomínkou na čas mezi roky 1914 a 1918. Pro třetí větu, "Scherzo", je charakteristická ironie a satira, kromě Tria s atmosférou pastýřské scény z Čech. Bouřlivý úvod čtvrté věty s náhlým utlumením představuje divoké návaly choroby a následovnou odevzdanost. Hned poté však přichází bouřlivě groteskní Allegro. Pro kontrast je vedlejší motiv věty imitací na hudbu českých dudáků. Symfonie se uzavírá nábožensky laděnou fugou.
Mezi dalšími díly slavných spisovatelů zhudebnil i báseň Petra Lagekvista Allt står emot evighetsgrunden ze sbírky Genius z roku 1937. Sonáta C-dur (Na severskou notu) byla věnována pianistce Sigrid Mahrström. Z Krejčího Pěti písní pro hlas a piano provedl pěvecký program jeho přítel Hugo Norén ve 40. letech Göteborském rádiu.
Své malířské kompozice vystavoval Krejčí jak v Halmstadu, tak v Göteborgu. V letech 1935, 1937 a 1940 prezentoval své malby spolu s Erikem Aroseniem, Knutem Götharsonem, Gunnarem Christensonem, Erikem Gyllensvärdem a Holgerem Erikssonem. Posmrtnou vzpomínkovou výstavu uspořádalo Hallands konstmuseum v roce 1943.

## Výběr z hudebního díla
- Pět písní pro hlas a klavír
- Sonatina A-moll pro klavír
- Sonáta C-dur Na severskou notu pro klavír
- Šest písní pro střední hlas a klavír
- Symfonie G-moll